# Stephan Zünd
Stefan Zünd, švicarski smučarski skakalec, * 3. julij 1969, Zürich, Švica. 
V svetovnem pokalu je debitiral v sezoni 1989/90 v St. Moritzu.
Njegova daleč najbolj uspešna sezona je bila 1990/91.Prvič je zmagal, bil je najboljši na poletih na Kulmu. Na svojem prvem svetovnem prvenstvu v Val di Fiemmu je bil na 8. mestu na veliki skakalnici. Do konca sezone, ki jo je končal na drugem mestu (za Andreasom Felderjem), je osvojil še dve zmagi.
Naslednjo sezono je končal kot peti skakalec sveta z eno zmago.
Kasneje je Švicar imel mnogo težav z indexom telesne teže, saj je bil presuh za skakalca. Kariero je končal leta 1996.

## Dosežki

### Zmage
Stefan Zünd je v svetovnem pokalu dosegel 4 zmage:
| Sezona  | Država/Prizorišče |
| ------- | ----------------- |
| 1990/91 | Kulm              |
| 1990/91 | Bollnäs           |
| 1990/91 | Štrbské Pleso     |
| 1992/93 | Ruhpolding        |